# Juan Andrés Sarulyte
Juan Andrés Sarulyte (Buenos Aires, Argentina, 18 de abril de 1962) es un exfutbolista y actual entrenador argentino, que jugó como delantero y militó en diversos clubes de Argentina y Chile. Es el padre del futbolista argentino Matías Sarulyte.

## Biografía
Se inició en Racing de Avellaneda en 1982. Debuta en la Copa de Oro de Mar del Plata , donde convierte un gol a boca en un partido de ese torneo. En el Nacional 1982 con Carlos Cavagnaro , jugó en Racing y convierte 3 goles , dos a Racing de Córdoba y uno a Independiente en el clásico. En el Metro 1982 , convierte un gol para romper una larga racha sin convertir de Racing , frente a Platense en la cancha de boca. En 1983 va a préstamos a Santiago Wanderers , vuelve a Racing en 1984 a jugar en la B . En 1985 alterna en el equipo de Racing  en Reserva y va a banco en Primera. En Octubre es prestado a Racing de Colón , Provincia de Buenos Aires , donde se destaca siendo figura y considerado el mejor jugador de la historia de ese club. Allí se quedó hasta fines de 1987. En el medio sufre una grave lesión por lo que está meses sin jugar. Luego de su paso por Racing de Colón , Bs As , se retira en 1988. Sus hijos son futbolistas , Matías debutó en Estudiantes de La Plata y Juan Andrés en varios equipos del Interior.

## Clubes
| Club               | País      | Año                                                       |
| ------------------ | --------- | --------------------------------------------------------- |
| Racing Club        | Argentina | 1981 - 1983                                               |
| Santiago Wanderers | Chile     | 1983                                                      |
| Racing Club        | Argentina | 1984 - 1985 Racing de Colón Buenos Aires ( Arg) 1985/1987 |